# نبردناو کلاس براونشوایگ
نبردناو کلاس براونشوایگ (به انگلیسی: Braunschweig-class battleship) یک کلاس از کشتی است که طول آن ۱۲۷٫۷ متر (۴۱۹ فوت) می‌باشد.